# Герб Баварии
Герб Баварии (нем. Bayerisches Staatswappen) — один из символов федеральной земли Свободное государство Бавария. Утверждён 5 июня 1950 года.

## Описание
Большой герб представляет собой четырёхчастный щит с малым щитком в центре, веретенообразно разделённым на серебро и лазурь. В первой четверти в чёрном поле золотой восстающий лев с червлёным вооружением и языком, вторая четверть ломанно пересечена на червлень и серебро, в третьей четверти в серебряном поле лазоревая пантера с золотым вооружением, извергающая из пасти червлёное пламя, в четвёртой — в золотом поле три чёрных леопарда (шествующих смотрящих впрям льва) с червлёным вооружением и языком. Щит увенчан золотой короной, украшенной червлёными и лазоревыми самоцветами. Щит поддерживают золотые восстающие львы червлёными языками, опирающиеся на золотое основание.

## Символика
Символика герба берёт свои истоки в гербе, принадлежавшем графам фон Богенам, жившими под Регенсбургом до 1242 года. Когда род прекратил существование, их владения и герб перенял находившийся с ними в родстве род Виттельсбахов, а чуть позже герб стал символом всей Баварии. Этот герб является также сердцевиной большого государственного герба. В других четырёх частях большого герба изображены гербы других крупных баварских территорий: Пфальца (золотой лев), Франконии («франконские грабли»), Нижней Баварии (лазоревая пантера) и Швабии (три черных льва).